# Dikkelvenne
Dikkelvenne est une section de la commune belge de Gavere située en Région flamande dans la province de Flandre-Orientale. C'était une commune à part entière avant la fusion des communes de 1977.

## Démographie

### Évolution démographique
- Sources : INS, Rem. : 1831 jusqu'en 1970 = recensements, 1976 = nombre d'habitants au 31 décembre[2].

## Monuments
- Château de Baudries

## Histoire
Dans le traité de Meerssen apparu en 870, le lieu "Ticlivinni" fait partie du nouveau règne de Charles le Chauve. Les éditeurs des "Regesta Imperii" l´adjoignent à Dikkelvenne.

## Tourisme
Le sentier de grande randonnée 122 traverse le territoire de la localité.